# فهرست فرودگاه‌های بونیر
این مقاله شامل فهرست فرودگاه‌های بونیر است. 

## فرودگاه‌ها
| مکان     | ایکائو | یاتا | نام فرودگاه                | مختصات                                                         |
| کرالن‌دیک | TNCB   | BON  | فرودگاه بین‌المللی فلامینگو | ۱۲°۰۷′۵۱″ شمالی ۰۶۸°۱۶′۰۶″ غربی / ۱۲٫۱۳۰۸۳°شمالی ۶۸٫۲۶۸۳۳°غربی |